# Gründerzeit
La Gründerzeit o ‘època dels fundadors' és una fase en la història econòmica de l'Imperi Alemany i l'Imperi Austrohongarès. Entesa en sentit ampli, va començar amb l’expansió de la industrialització i es va acabar amb el crac borsari de 1873. En sentit estricte, però, els Gründerjahre o ‘anys dels fundadors' són els dos primers anys de l’Imperi Alemany (1871-1873), un moment en què el país va experimentar un auge econòmic després del Tractat de Frankfurt.
La crisi que va seguir el crac borsari va donar pas a una fase de desenvolupament econòmic més lent que va durar uns vint anys, però marcada encara per nombroses innovacions i la fundació de moltes empreses. En aquella època, el terme Gründerzeit només es referia a la fase d'auge econòmic. Després del 1896 el creixement econòmic no s'aturà fins a l’esclat de la Primera Guerra Mundial.
Actualment, tant en la història de la cultura com, en especial, de l'arquitectura, el terme Gründerzeit se sol emprar per a referir-se a tota la fase posterior al 1870 i, sovint, fins al 1914; així, doncs, també inclou les fases d'estancament i declivi durant aquest període. En la història de l’arquitectura, Gründerzeit també és un sinònim d’historicisme.

## Context

### Història social i econòmica
La Gründerzeit sorgeix en una època en la qual la burgesia centreeuropea va assumir el lideratge cultural. Per tant, també es considera el moment àlgid del liberalisme clàssic, encara que les seves demandes polítiques només van implementar-se parcialment i al final d'aquest període.
En relació amb la història d'Alemanya, l'historiador Christian Jansen descriu la Gründerzeit com el període entre la revolució de 1848-1849 i la fundació de l'imperi, el 1866-1871. L'economista Nikolai Dmítrievitx Kondràtiev descriu el boom econòmic d'aquest període a l'Europa central com la fase ascendent del segon cicle de Kondràtiev.

### Història de l'art i cultural
La industrialització també va presentar noves tasques estètiques, sobretot en l'arquitectura i en l'artesania. Al mateix temps, la gent va reaccionar als canvis bruscos i profunds de la vida quotidiana recorrent a la història i a la tradició. Això es va expressar en un desenvolupament de l'eclecticisme en les formes existents. Per tant, l’estil Gründerzeit es refereix a l'historicisme. Com que aquest va ser l’estil dominant fins després del 1900, l'ús del terme varia molt, especialment en l'àmbit col·loquial. En el context de la història de l'art, fa referència a períodes molt diferents, com ara el de 1850-1873 o el de 1871-1890 o fins i tot el de 1850-1914. La distinció respecte als moviments posteriors (com la Belle Époque) no està tan clara.

## Economia

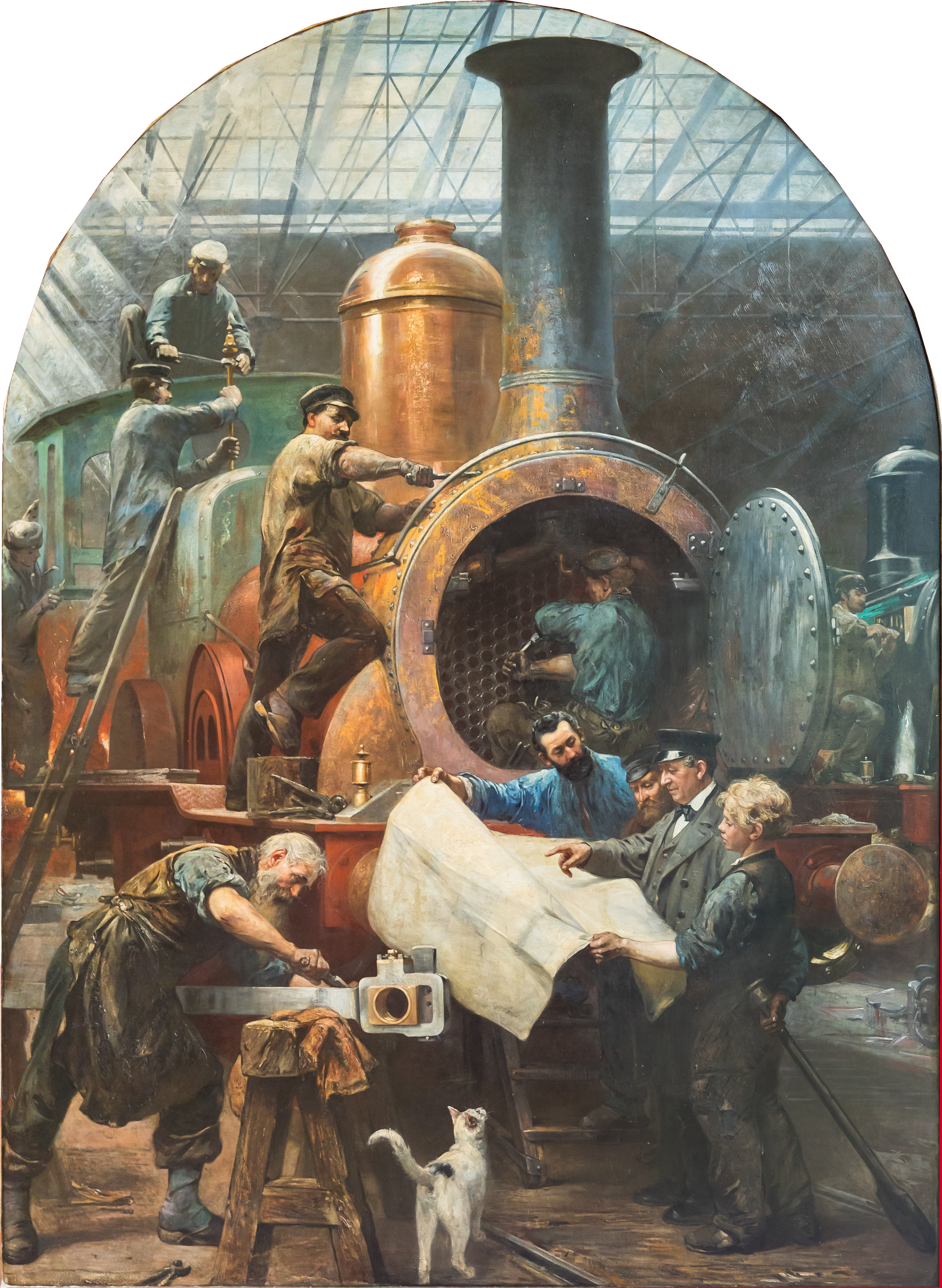
Construcció d'una locomotora, quadre de Paul Friedrich Meyerheim

### Auge
El terme Gründerzeit (‘època dels fundadors') fa referència a l'extens auge econòmic de mitjan segle XIX, en el qual els fundadors d'empreses van enriquir-se en un període relativament curt. Un factor decisiu en el ràpid desenvolupament econòmic va ser la construcció dels ferrocarrils. Els “fundadors” més coneguts van ser empresaris ferroviaris com Bethel Henry Strousberg, un contractista d’obres que va posseir la primera companyia ferroviària a Alemanya i que amb el ferrocarril va generar un impacte important en altres indústries, per exemple el carbó i l'acer; així és com també van sorgir imperis industrials com el de Friedrich Krupp en aquests sectors. El ferrocarril va facilitar molt la comunicació i la migració i les classes rurals baixes van emigrar massivament cap a les ciutats, on van passar a formar part del proletariat. Llavors també va sorgir la qüestió social (anomenada “pauperisme” en aquella època) i es van plantejar noves tendències polítiques com el socialisme, el comunisme i el marxisme, que van respondre a aquestes necessitats socials.
El ferrocarril no només va revolucionar el transport, sinó també la venda i la distribució fora del sector industrial tradicional. Hi ha exemples de grans empresaris com Ignaz Mautner, del sector cerveser, i Julius Meinl I, del sector cafeter, que es van convertir en importants fundadors d'empreses alimentàries.
Els jueus que van saber aprofitar la seva emancipació i les oportunitats de l'avenç social també van tenir un paper important entre els “fundadors”; un exemple d’això és el Banca Rothschild, que va tenir una importància considerable com a banc financer en la construcció del ferrocarril.
Les xifres següents mostren fins a quin punt les societats anònimes van donar forma a la Gründerzeit a Alemanya: entre els anys 1867 i 1870, van fundar-se 88 societats anònimes a Prússia, i més tard entre 1871 i 1873 la xifra va augmentar a 928.

### Reparacions de guerra
Al Tractat de Frankfurt, després que França fos derrotada a la guerra francoprussiana (1870-71), l’Estat francès accepta pagar una reparació de cinc mil milions de francs en or a Alemanya. Aquest or va ser fos i es va fer servir per encunyar a monedes alemanyes, marcs or. Al mateix temps, Alemanya va vendre les seves reserves de plata i va comprar or addicional al mercat mundial. Per contrarestar una devaluació de la moneda de plata a causa de la gran quantitat de plata que hi havia al mercat, França va limitar l'encunyació d’aquesta moneda a través de la Unió Monetària Llatina. La moneda de molts països en aquella època es basava en el patró or, el patró argent o un patró bimetàl·lic.

### La Gran Depressió

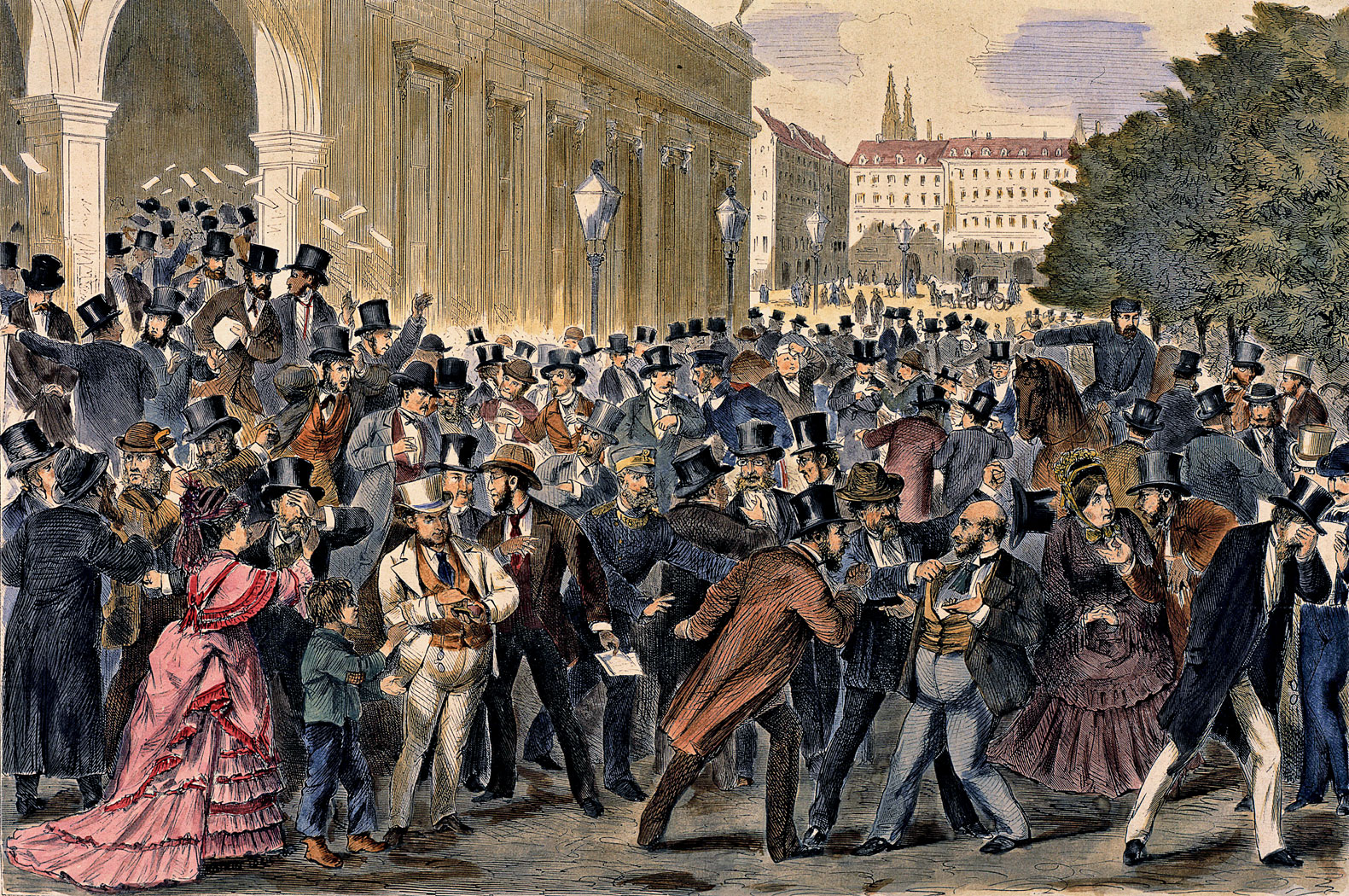
Divendres negre a la borsa Vienesa, 9 de maig de 1873 (xilografia de 1873)

L’auge de la Gründerzeit es va acabar bruscament l'any 1873, amb el gran crac de la borsa de Viena, l'anomenat pànic de 1873, i va passar a una fase d'estancament econòmic d'uns vint anys, coneguda com la Gran Depressió.
En aquesta crisi posterior, mentre la teoria del liberalisme econòmic perdia terreny, a la pràctica es van crear mecanismes de control i també es van introduir aranzels. Els moviments de masses de la petita burgesia i del proletariat sorgits durant aquest període de crisi eren enemics declarats del liberalisme econòmic.
La conseqüència més devastadora d’aquest gran crac va ser psicològica. La promesa de riquesa i de progrés semblava haver fracassat per a tothom.  En els cercles de petits artesans i empresaris, la por a la decadència social a causa de la competència industrial era en primer pla. A més, s'havia perdut molt del capital estalviat per culpa del crac. Tota mena de teories de la conspiració es van estendre ràpidament en els cercles de la petita burgesia; l'antisemitisme, en particular, avançà i es convertí en una àmplia tendència política durant la dècada dels vuitanta del segle XIX.

## Arquitectura i disseny
El concepte Gründerzeitstil s'utilitza sovint per descriure l'historicisme tardà fins al període al voltant del 1900, en contradicció amb la limitació temporal del terme Gründerzeit en la història econòmica.
El Gründerzeitstil, que va aparèixer entre la burgesia, va sobreviure a la fase d'estancament econòmic posterior a 1873 […] Es va obrir camí en la cultura residencial burgesa com a estil alemany antic, neorenaixentista o neobarroc i es va mantenir fins al segle XX al costat del modernisme, que havia sorgit al voltant de l’any 1900. Katharina Draheim (2005)

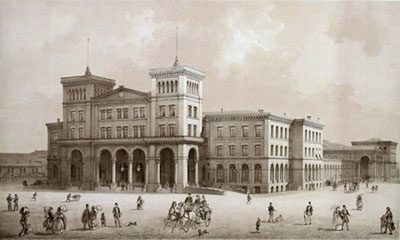
Estació de Görlitz (Berlín)

El terme historicisme, utilitzat en l’àmbit de la història de l'art, engloba l'evolució dels estils des del classicisme tardà, passant pel neoromànic, el neogòtic i el neorenaixentista, fins al neobarroc sorgit a la dècada de 1880; en certs aspectes, també inclou el neoclassicisme de principis del segle xx.
Amb l’arribada de la  industrialització va créixer la demanda d’habitatge i es van construir barris sencers «en terrenys verges». En  l’arquitectura Gründerzeit és típica la construcció d’illes urbanes foramdes per blocs de pisos perimetrals de tres a sis plantes amb façanes més o menys decorades. A banda de blocs d'apartaments per a la població urbana que creixia ràpidament , es van construir també barris amb vil·les i palaus per a la burgesia. Aquests edificis també presentaven un disseny interior elaborat i un mobiliari luxós d'estil historicista. A més, hi havia edificis representatius per a la vida social, l'administració pública i els nous sistemes d'infraestructures, com per exemple teatres, ajuntaments o estacions de tren.
L'aparició de noves tècniques de construcció també va ser significativa a finals del segle XIX; tot i això, amb l’arribada de nous materials no es van abandonar els estils antics. El procés Bessemer va suposar una gran evolució de la producció d’acer i va incentivar l'ús d'aquest material en la construcció. Els edificis que van experimentar amb noves qualitats estructurals i possibilitats estètiques van causar sensació, com el Crystal Palace de la Gran Exposició de Londres de 1851, fet únicament d’acer i vidre, o la Torre Eiffel, construïda per a l'Exposició Universal de París de 1889,i entre d'altres torres d'acer destacades. Tanmateix, els elements estructurals individuals o els components d'acer, així com el formigó armat, també es van utilitzar més sovint en les tasques d'edificació general.
A Alemanya, molts dels anomenats barris Gründerzeit van ser víctimes dels bombardejos aeris de la Segona Guerra Mundial. A partir de la dècada del 1950 també es van destruir molts d’aquests edificis a l'Europa central arran de l'urbanisme modernista en línia amb la Carta d'Atenes. No obstant això, a moltes ciutats centreeuropees actualment encara s'hi troben nombrosos edificis residencials d'aquesta època, que sovint formen carrers sencers o fins i tot barris. Des del 1980, molts barris s'han salvat de la reurbanització dels centres urbans gràcies a plans de renovació més curosos. Avui dia, aquests barris es troben entre les propietats urbanes més populars i tenen un alt valor de mercat. A Alemanya, el fenomen de la gentrificació es dona sobretot a barris amb edificis propis de l’estil Gründerzeit.
Encara que els edificis modernistes construïts al  voltant del 1900 de vegades es classifiquin erròniament com a arquitectura d'estil Gründerzeit, cal distingir-los dels edificis historicistes.

## LaGründerzeita Àustria

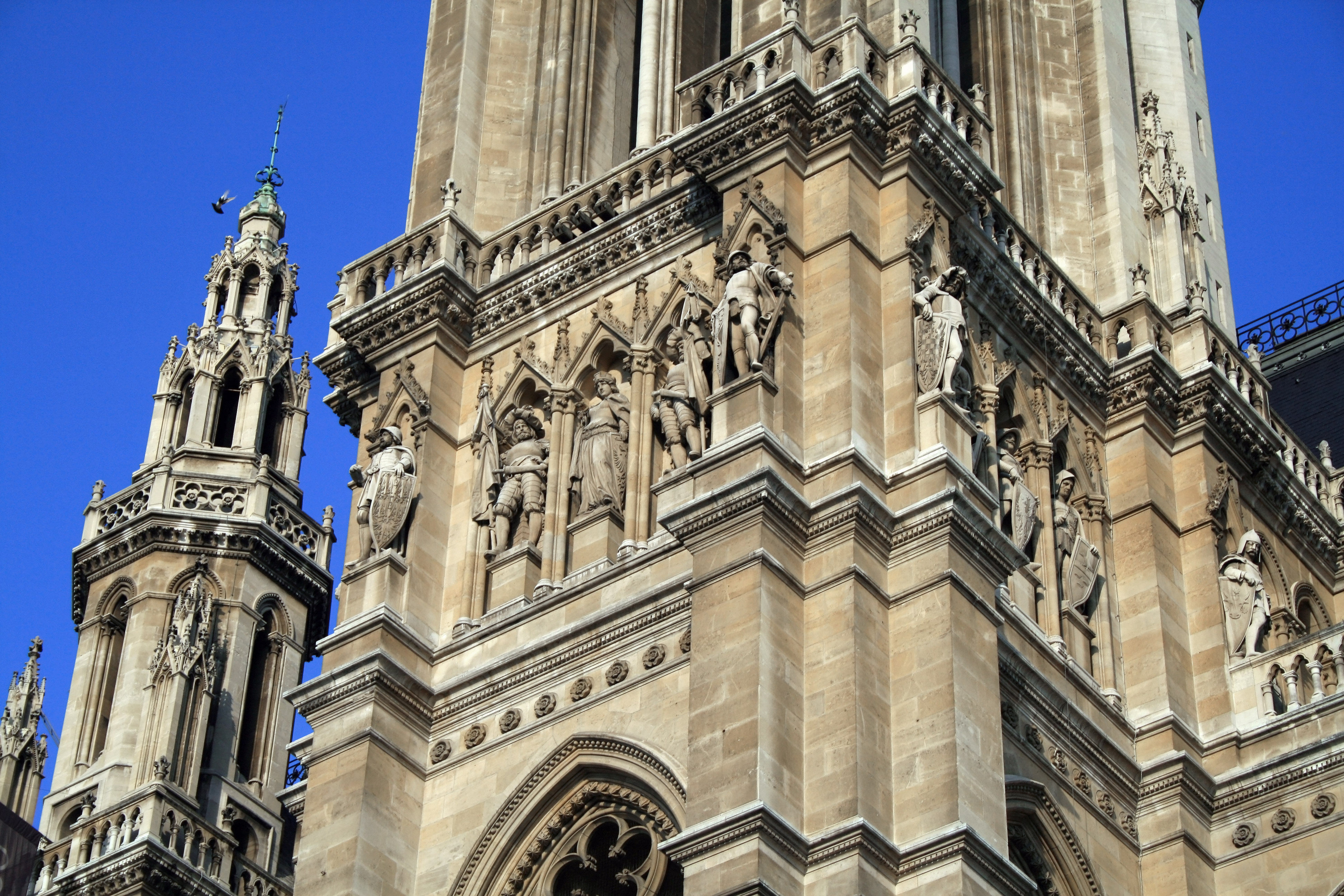
Detall de la façana neogòtica de la catedral de Sant Esteve de Viena

Després de 1840 també començà la Gründerzeit austríaca, coincidint amb l'inici de la industrialització a la regió de Viena així com a Bohèmia i Moràvia. Com a punt de partida se sol prendre la Revolució de Març de 1848, que va implicar unes reformes econòmiques duradores, a diferència de les polítiques, que el kàsier Francesc Josep I desfeu durant el període neoabsolutista.
A l'Imperi Austrohongarès el liberalisme assolí l’apogeu durant un breu període que anà des de 1867 (Compromís austrohongarès) fins a principis de la dècada de 1870.
A partir de 1850 —després de la fracassada Revolució de Març—, Viena, capital i residència del kàiser Francesc Josep I, cresqué fins a convertir-se, pels volts de 1910, en la cinquena ciutat més gran del món, amb més d'un milió d'habitants, gràcies a la incorporació de barris perifèrics i l'afluència de centenars de milers de persones, procedents sobretot de Bohèmia i Moràvia. Al lloc que havia ocupat l’antiga muralla s'hi construí una carretera de circumval·lació; la construcció d'habitatges i l'especulació immobiliària agafaren força. A diferència de l'aristocràcia, més dependent de l'agricultura, i d’una classe obrera empobrida, la burgesia es feu rica i poderosa gràcies al comerç i l'artesania i erigí monuments a si mateixa amb magnífics edificis historicistes.
A menor escala, també es construiren barris sencers a altres ciutats de la monarquia dels Habsburg. Un exemple és Graz, on treballaren els constructors Jakob i Josef Bullmann; no obstant això, el centre històric de Graz en gran manera es va conservar, perquè la febril activitat constructora sobretot tingué lloc fora de la ciutat, a diferència del que va passar a Viena.
Des d’un punt de vista econòmic, la monarquia dels Habsburg fou una de les sortiren perdent amb la fundació de l'Imperi Alemany, cosa que va fer inútil el seu intent d'incorporar-se a la Unió Duanera Alemanya. El crac borsari vienès del 1873 afeblí l'economia mundial, tot i que avui en dia es considera que el terme “Gran Depressió” resulta exagerat per a definir la posterior fase deflacionista.
Durant la Segona Guerra Mundial, l'entramat d'edificis Gründerzeit quedà parcialment destruït, en part pels bombardejos aeris i en part pels combats terrestres del març i l'abril del 1945. Alguns edificis d'aquest període van desaparèixer a conseqüència de les demolicions de la dècada de 1960, mentre que molts altres van perdre les seves característiques de disseny amb la retirada dels estucats de guix que en decoraven les façanes.